# کاترین ون وینکل پالمر
کاترین ون وینکل پالمر (۵ فوریه ۱۸۹۵ – ۱۲ سپتامبر ۱۹۸۲) یک دیرینه‌شناس آمریکایی در دوره ترشیاری بود، دانشمندی که فسیل‌های دوره سنوزوئیک را مطالعه می‌کرد و همچنین یک زمین‌شناس برجسته بود. پالمر به دلیل مطالعات میدانی و دکترای خود در مورد ونراسیان لاملی‌برانش‌ها شناخته می‌شود، یک رده از نرمتنان دوکفه‌ای که شامل صدف‌ها، اسکالوپ‌ها و صدف‌دوکفه‌ای‌ها می‌شود.
پالمر مدیر مؤسسه تحقیقات دیرینه‌شناسی (Paleontological Research Institution یا PRI) در نیویورک بود. در دوره مدیریت پالمر در مؤسسه تحقیقات دیرینه‌شناسی، او بر انتشار تعداد زیادی از بولتن‌های دیرینه‌شناسی آمریکایی (Bulletins of American Paleontology) و همچنین چندین شماره از دیرینه‌نگاری آمریکایی (Palaeontographica Americana) نظارت داشت.
پالمر به دلیل مطالعات میدانی و جمع‌آوری نرمتنان که در چندین بخش از جهان، به‌ویژه در خلیج مکزیک انجام شده بود، شناخته می‌شود. کاترین با افرایم لورنس پالمر ازدواج کرده بود و دو فرزند به نام‌های لارنس و رابین پالمر داشت.

## اوایل زندگی
کاترین اِوانجِلین هیلتون ون وینکل پالمر تنها فرزند جیکوب ون وینکل، یک پزشک، و مری اِدیت هیلتون ون وینکل، یک پرستار متولد کانادا بود. جیکوب ون وینکل یکی از «دوازده مرد اول» بود که در سال ۱۶۴۱ به ایجاد اولین نهاد نمایندگی رسمی نیویورک و نیوجرسی کمک کرد. 

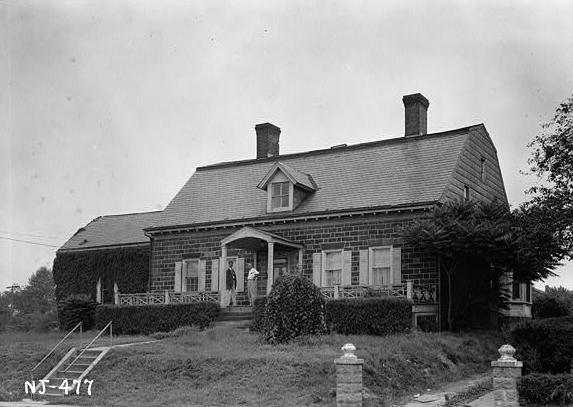
خانه کودکی پالمر در اوکویل، واشینگتن

 پالمر در شهر کوچک اوکویل، واشینگتن بزرگ شد، و ارتباط نزدیکی با پدرش داشت که او را به طبیعت‌گردی معرفی کرد و نقش مهمی در علاقه او به علوم داشت.
آن‌ها اغلب به بیرون می‌رفتند و صدف‌های فسیلی جمع‌آوری می‌کردند. این ماجراجویی‌ها باعث شد که پالمر علاقه‌اش به علم و اشتیاق به فسیل‌ها را پیدا کند. همان‌طور که بعدها در زندگی گفت، «من از کودکی فسیل‌ها را می‌شناختم، بنابراین وقتی به دانشگاه واشینگتن رفتم، می‌دانستم که می‌خواهم زمین‌شناسی بخوانم.»
در کودکی، او به مدارس محلی مختلف رفت و تنها عضو زن کلاس فارغ‌التحصیلش بود که در نهایت به دانشگاه راه یافت. کاترین در دانشگاه واشینگتن پذیرفته شد، جایی که دیرینه‌شناسی، مطالعه تاریخ زندگی روی زمین بر اساس فسیل‌ها را خواند.

## تحصیلات
کاترین برای تحصیل در رشته دیرینه‌شناسی تحت راهنمایی پروفسور چارلز ئی. ویور (۱۸۸۰–۱۹۵۸) وارد دانشگاه واشینگتن شد. او به‌عنوان دستیار پژوهشی ویور فعالیت می‌کرد و دیرینه‌شناسی تا حد زیادی ناشناخته ایالت واشینگتن را بررسی کرد. پالمر در سال‌های ۱۹۱۶–۱۹۱۷ کار میدانی خود را برای پایان‌نامه کارشناسی با موضوع تعیین سن در نواحی جانوری به اتمام رساند. او پایان‌نامه خود را دربارهٔ فسیل‌های الیگوسن یافت‌شده در دره چیهالیس در واشینگتن نوشت.
در سال ۱۹۱۸، پالمر با مدرک کارشناسی علوم از دانشگاه واشینگتن فارغ‌التحصیل شد و پایان‌نامه کارشناسی خود را در همان سال منتشر کرد. او عضو انجمن Alpha Delta Pi بود.
برای مدتی کوتاه، کاترین به‌عنوان دستیار آزمایشگاه فوق‌لیسانس زیر نظر دکتر چارلز ئی. ویور که بر روی جانوران ترشیاری تمرکز داشت، کار کرد. با توصیه دکتر ویور، پالمر برای دریافت بورسیه گلدویین اسمیت (۱۹۱۸–۱۹۲۰) اقدام کرد و آن را دریافت نمود تا تحصیلات تکمیلی خود را در دانشگاه کرنل زیر نظر کارشناس دوره پالئوجن در سواحل شرقی، گیلبرت دی. هریس (۱۸۶۴–۱۹۵۲)، به پایان برساند.
در طول سال‌های ۱۹۲۱–۱۹۲۵، پالمر به‌عنوان دستیار در زمینه دیرینه‌شناسی و زمین‌شناسی تاریخی فعالیت کرد تا کار خود را با پروفسور هریس ادامه دهد. او به پروفسور هریس در تأسیس مؤسسه تحقیقات دیرینه‌شناسی کمک کرد. کاترین تصمیم داشت که دانشجوی هریس شود، زیرا در آن زمان نه تنها او متخصص پالئوجن در سواحل شرقی بود، بلکه تنها استاد در بخش زمین‌شناسی بود که زنان را به‌عنوان دانشجو می‌پذیرفت.
پالمر در سال ۱۹۲۲ برای مدت کوتاهی به دانشگاه واشینگتن بازگشت، اما هرگز به‌طور تمام‌وقت در آنجا نماند.پالمر پایان‌نامه خود را با استفاده از ماشین چاپ هریس، با تنظیم حروف و ساخت صفحات چاپ جوهری، چاپ کرد.
پس از فارغ‌التحصیلی، پالمر به ایتاکا، نیویورک رفت، جایی که او موفق به دریافت بورسیه برای تحصیلات تکمیلی در دانشگاه کرنل شد. در حالی که در کرنل بود، او یکی از بنیان‌گذاران و معاون اکنون زنان فارغ‌التحصیل در علم بود.
او تحصیلات خود را در دانشگاه کرنل ادامه داد و در سال ۱۹۲۵ مدرک دکترای خود را دریافت کرد.

## پس از فارغ‌التحصیلی
با نزدیک شدن به فارغ‌التحصیلی، کاترین بین سال‌های ۱۹۲۵–۱۹۲۷ موفق به دریافت بورسیه هکشر شد تا کار خود را با پروفسور هریس در زمینه فسیل‌های پالئوجن ادامه دهد. چند سال بعد، هریس در سال ۱۹۳۲ پایه‌گذاری مؤسسه تحقیقات دیرینه‌شناسی (PRI) را انجام داد و پالمر در کنار او حضور داشت. پالمر به‌طور فعال در PRI کار کرد و در هیئت مدیره خدمت کرد.
در طول زمان فعالیت او در PRI، پالمر هریس را در اکتشافات همراهی می‌کرد و به انتشار آثار خود ادامه داد. انتشار آثار او به دلیل ارتباطش با PRI ممکن شد. پالمر میراث دوران دانشجویی خود در دانشگاه کرنل را در سازمان Sigma Delta Epsilon که در سال ۱۹۲۱ تأسیس کرد، برجای گذاشت. در آن زمان، این تنها سازمان ملی برای زنان در علم بود و بعدها پالمر به رئیس ملی آن تبدیل شد.
در طول زندگی طولانی خود، پالمر فرصت سفر به بسیاری از نقاط جهان برای مطالعات میدانی و جمع‌آوری نرمتنان فسیلی را داشت. پالمر بیشتر به دلیل کارهایش در خلیج مکزیک شناخته شده است اما همچنین به نیوزیلند و هند غربی سفر کرد و در آنجا فعالیت کرد.